# Minihi
Minihi (Minihy ou Minic'hi) est un mot breton qui dérive du latin monachia (lui-même démarqué du grec). Étymologiquement, il désigne un « territoire monastique ».

## Toponyme
Minihi provient du grec via le latin monachus, moine. Il est devenu en breton minihi, qui a d'abord désigné un « lieu consacré par la résidence d'un saint », puis un lieu d'asile.

## Institution médiévale
En Bretagne, au Moyen Âge, cette institution ne se rencontre que dans les zones qui furent, durablement ou non, bretonnantes. C’est une circonscription religieuse qui associe au droit d’asile un certain nombre d’exemptions et de franchises vis-à-vis des pouvoirs laïcs. Le minihi est donc à la fois un asile et une immunité.
Dès le IVe siècle des individus poursuivis par la justice se mirent à l'abri des autels ou de croix ;  « certains, à Carentoir en La Gacilly se réfugiaient sous le chêne de la Sauvegarde et en embrassant le tronc » ; plus tard,  « des conciles du XIe siècle définirent la zone d'immunité comme le territoire déterminé par un rayon de quarante pas autour des églises et de trente autour des chapelles.
Ernest Renan écrit dans Souvenirs d'enfance et de jeunesse : « Un cercle sacré d'une ou deux lieues, qu'on appelait le minihi, entourait le monastère et jouissait des plus précieuses immunités. »
« Chez les Bretons, fils dévoués de l'église, une foi vive et une confiance sans bornes dans la sollicitude de cette Mère commune de tous les chrétiens avaient ouvert de plus larges espaces à l'asile ecclésiastique. Ces lieux, que l'on nommait  minihis par contraction de ces deux mots menech ty, monastères ou maisons de moines (...) occupaient souvent de larges cantons de terre autour des monastères élevés à la place de la cellule ou du tombeau de quelque saint cénobite. Parfois aussi les princes bretons, dans la fondation d'églises importantes, avaient concédé ce privilège au territoire voisin ; tels étaient le minihy attaché à la cathédrale de Saint-Pol-de-Léon, qui s'étendait de la rivière de Pensez [Penzé] jusqu'à la mer ; le minihy de saint Tugdual, autour de la ville épiscopale de Tréguier ; le minihy de Locronan, autour du prieuré de Locronan, en Cornouaille, (...) demeure de saint Ronan; au jour de la fête de ce saint, une procession fait le tour de l'asile de sept ans en sept ans. Cette procession est appelée la tro-meny (tro minihy), le "tour de l'asile », c'est-à-dire troménie en français actuel.
Albert le Grand cite d'autres minihis : l'asile de saint Gouesnou, l'asile de saint Sané, l'asile de saint Briac à Bourbriac. Un légendaire du XIIe siècle évoque celui de saint Goulven : « l'enceinte fut entourée de tant de respect et si privilégiée, que jusqu'à ce jour personne au monde n'ose l'enfreindre, ni en arracher violemment, prendre ou dérober aucun objet qu'il n'en ressente le châtiment dans son corps. C'est la vengeance que tire saint Golven de la violation des immunités attachées et du respect dû à ce lieu saint. (...) C'est ce domaine qu'on appelle aujourd'hui le Minihy de saint Golven ». Des chartes évoquent le minihy de Trédillac (Quédillac), celui de Saint-Malo, celui de Beauport. Les cimetières étaient aussi traditionnellement considérés comme des lieux d'asile.
Les minihis furent frappés d'interdiction au XVe siècle, mais il fallut l'ordonnance de Villers-Cotterêts en 1539 pour qu'ils disparaissent véritablement.

## Exemples
- Le Minihy du Léon, ancienne paroisse qui regroupait les communes actuelles de Saint-Pol-de-Léon, Roscoff et Santec.
- Le Minihy de Tréguier et la commune de Minihy-Tréguier.
- Le minihy des seigneurs de Kernazret (ou « du Refuge ») dans la trève de Loc-Brévalaire (Finistère)[6].